# John Playfair
John Playfair, también nombrado como Johnes Player (10 de marzo de 1748-20 de julio de 1819), fue un matemático y geólogo escocés. Es conocido por su libro Ilustraciones de la teoría Huttoniana (1802), que se sumó al trabajo de James Hutton, y por su principio del uniformismo, después retomado por Charles Lyell. También es el divulgador del denominado axioma de Playfair, un postulado geométrico que permite reinterpretar el concepto euclídeo de paralelismo.

## Primeros años
Playfair nació en Benvie, cerca de Dundee, donde su padre, el reverendo James Playfair (fallecido en 1772), era ministro de la iglesia de Escocia.
Fue educado en su hogar hasta la edad de catorce años, cuando ingresó en el Universidad de Saint Andrews. En 1766, con tan solo dieciocho años, fue candidato a la cátedra de matemáticas en el Marischal College (posteriormente integrado en la Universidad de Aberdeen), protagonizando una brillante prueba pese a no ser finalmente elegido.
Seis años más tarde solicitó la cátedra de filosofía natural en su propia universidad, pero nuevamente sin éxito, y en 1773 se le ofreció y aceptó el beneficio eclesiástico de las parroquias unidas de Liff y Benvie, vacantes por la muerte de su padre. Playfair continuó sus estudios matemáticos y físicos, y en 1782 renunció a su cargo para convertirse en tutor de Adam Ferguson (1723-1816), quien llegaría a ser un destacado sociólogo. Con este arreglo, Playfair pudo permanecer frecuentemente en Edimburgo y frecuentar círculos literarios y la sociedad científica, especialmente distinguidos en aquella época. En particular, asistió al curso de historia natural de John Walker. A través de Nevil Maskelyne, a quien había conocido en el curso del célebre experimento de Schiehallion en 1774, también obtuvo acceso a los círculos científicos de Londres. En 1785, cuando Dugald Stewart sucedió a Ferguson en la cátedra de ética de Edimburgo, Playfair sucedió al primero en la de matemáticas.

## Trabajo maduro

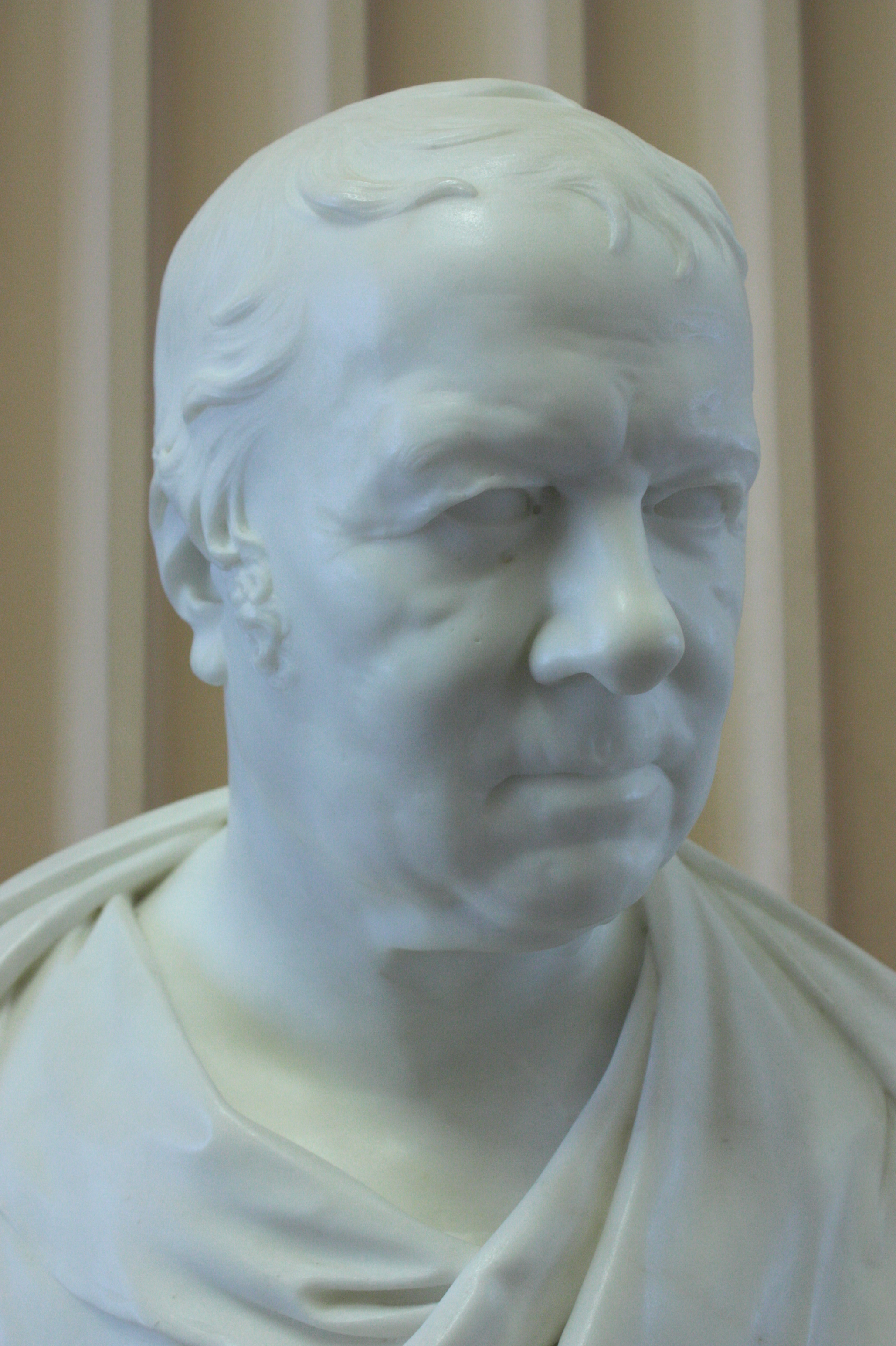
Busto de Sir John Playfair, por Sir Francis Chantrey.

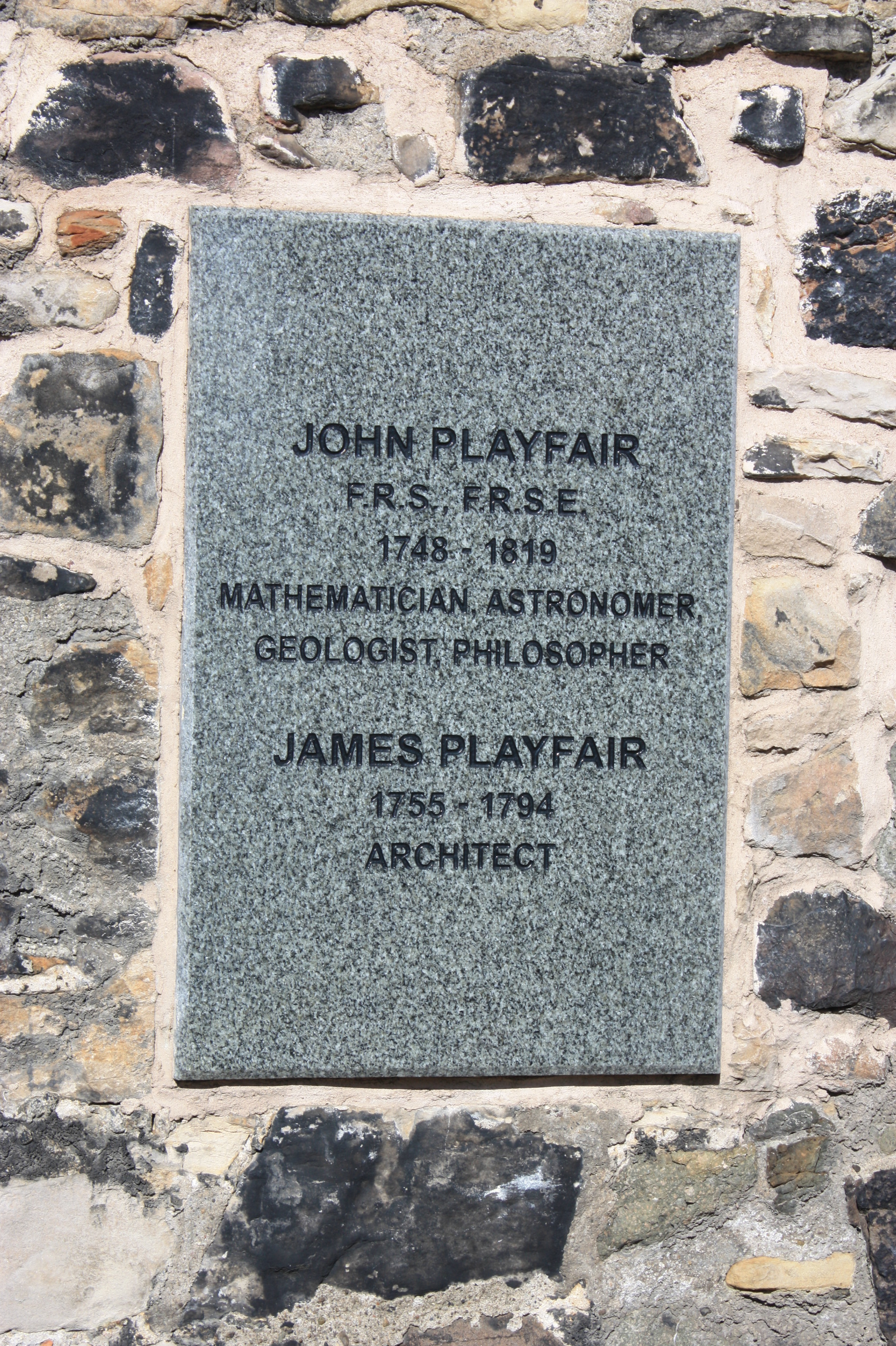
Memorial a John Playfair, Old Calton Burial Ground.

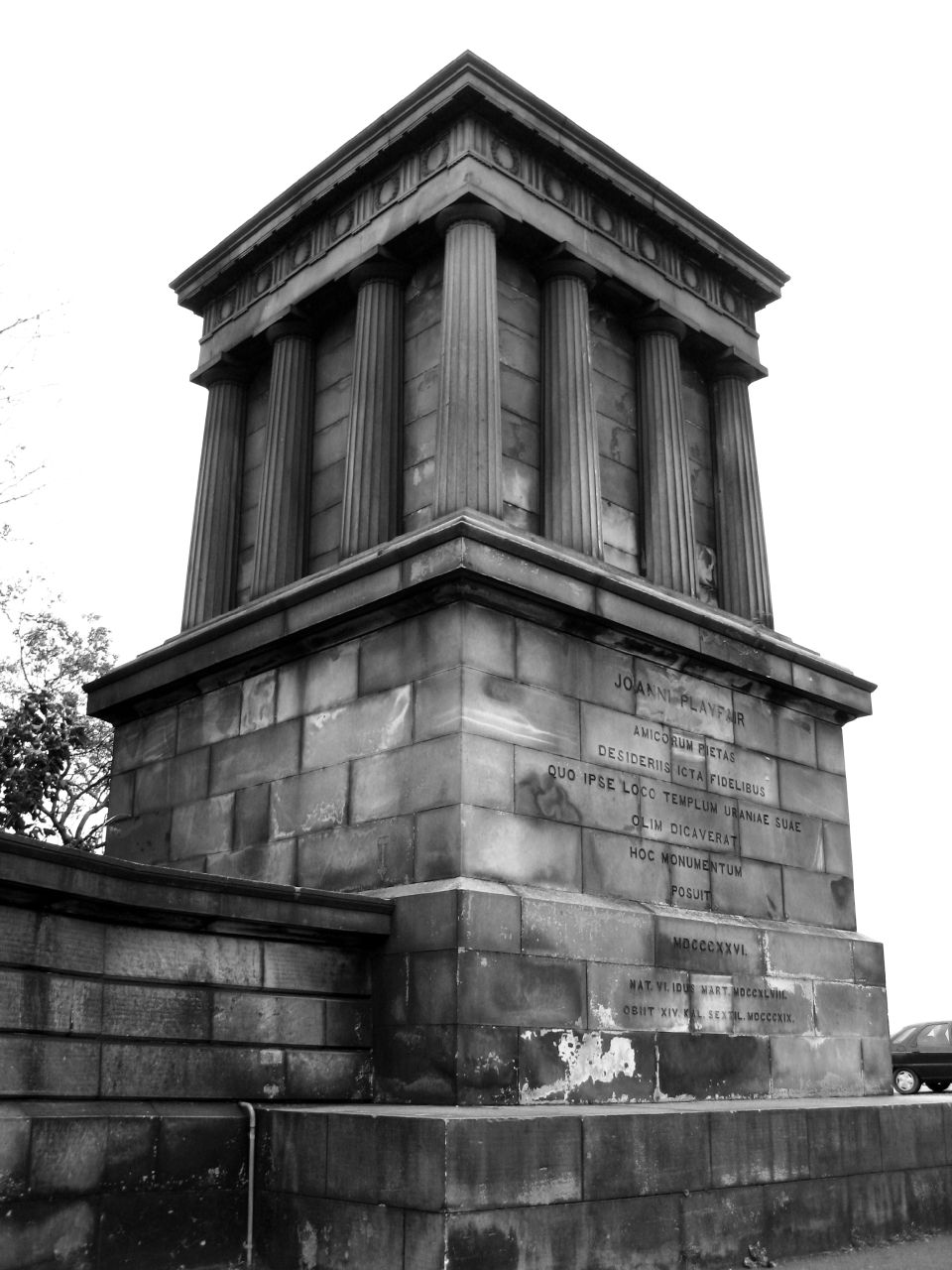
Monumento a John Playfair en Calton Hill, Edimburgo

En 1795 Playfair publicó una formulación alternativa, más estricta del postulado de las paralelas de Euclides, que ahora se llama axioma de Playfair. Aunque el axioma lleva el nombre de Playfair, él no lo creó, aunque acreditó el logro a otros que lo habían utilizado anteriormente, en particular a William Ludlam.
En 1802, Playfair publicó su célebre volumen titulado "Ilustraciones de la teoría huttoniana de la Tierra". La influencia ejercida por James Hutton sobre el desarrollo de la geología se cree que se debe en gran parte a su publicación. En 1805 Playfair intercambió la cátedra de matemáticas por la de filosofía natural, sucediendo a John Robison, a quien también sucedió como secretario general de la Royal Society de Edimburgo. Tomó partido de forma destacada, en el lado liberal, en la controversia sobre eclesiología cristiana que surgió en relación con la candidatura de John Leslie al puesto que Playfair había dejado vacante, publicando una carta satírica al respecto en 1806.
Playfair se oponía al principio de la vis viva ideado por Gottfried Leibniz, una versión primitiva del principio de la conservación de la energía. En 1808, lanzó un ataque defendiendo los trabajos de John Smeaton y de William Hyde Wollaston. En 1808 publicó también una reseña del Tratado de Mecánica Celeste de Laplace.

## Familia
Los hermanos de John fueron el arquitecto James Playfair, el abogado Robert Playfair y el ingeniero William Playfair. Su sobrino, William Henry Playfair (1790-1857) fue un destacado arquitecto en Escocia.
Aunque fue un hombre eminente, Playfair fue enterrado en una tumba sin marcar en el Old Calton Burial Ground de Waterloo Place en Edimburgo. Su sepulcro y el de su hermano James fueron marcados por una placa inaugurada en 2011 después de una campaña local. El monumento a su memoria obra de su sobrino William Henry Playfair, situado en Calton Hill, es visible desde ese punto. Más adelante cortejó y propuso matrimonio a la rica viuda Jane Apreece. Ella lo rechazó y se casó con el más joven y más famoso Sir Humphry Davy.

## Honores
- Miembro de la Royal Society de Edimburgo
- Miembro de la Royal Society, 1807
- El cráter lunar Playfair lleva este nombre en su memoria.[8]
- El cráter marciano Playfair también conmemora su nombre.[9]
- El mineral playfairita fue nombrado en su honor.[10][11]

Fue el primer presidente de la Astronomical Institution of Edinburgh, fundada en 1811 (nueve años más antigua que la Royal Astronomical Society). Playfair fue profesor de matemáticas y, posteriormente, de filosofía natural en la Universidad de Edimburgo.